# George Roy Hill
George Roy Hill (Minneapolis, 20 de dezembro de 1921 – Nova Iorque, 27 de dezembro de 2002) foi um diretor de cinema estadunidense.
George faleceu em sua casa, em Nova York, em 27 de dezembro de 2002, aos 81 anos, de Mal de Parkinson, disse seu filho George Roy Hill 3.

## Filmografia
- 1962 – Period of Adjustment (br: Contramarcha nupcial)
- 1963 – Toys in the Attic (br: Na voragem das paixões)
- 1964 – The World of Henry Orient (br: O mundo de Henry Orient)
- 1966 – Havaii (br: Havaí)
- 1967 – Thoroughly Modern Millie (br: Positivamente Millie)
- 1969 – Butch Cassidy and the Sundance Kid (br: Butch Cassidy - pt: Dois homens e um destino)
- 1972 – Slaughterhouse-Five (Br :Matadouro 5)
- 1973 – The Sting (br: Golpe de mestre - pt: A golpada)
- 1975 – The Great Waldo Pepper
- 1977 – Slap Shot
- 1979 – A Little Romance (br: Um pequeno romance)
- 1982 – The World According to Garp (br: O mundo segundo Garp
- 1984 – The Little Drummer Girl (br: A garota do tambor - pt: A Rapariga do Tambor)
- 1988 – Funny Farm (br: Uma fazenda do barulho)

## Prêmios e indicações
Oscar (EUA)
- Recebeu duas indicações na categoria de "Melhor Diretor", por Butch Cassidy and Sundance Kid, em 1969 e The Sting, em 1973; venceu por The Sting.

BAFTA (Reino Unido)
- Venceu na categoria de "Melhor Diretor", por Butch Cassidy and Sundance Kid, em 1969.

Festival de Cannes (França)
- Ganhou o "Prêmio do Júri", por Slaughterhouse-five, em 1972.